# كورنيليوس إنغرام
كورنيليوس إنغرام (بالإنجليزية: Cornelius Ingram)‏ هو لاعب كرة قدم أمريكية أمريكي، ولد في 10 يونيو 1985 في هوثورن في الولايات المتحدة.

## وصلات خارجية
- كورنيليوس إنغرام على موقع كلية كرة السلة في سبورتس رفرنس.كوم (الإنجليزية)
- كورنيليوس إنغرام على موقع مرجع كرة القدم المحترفة.كوم (الإنجليزية)